# Umm Harâm
Umm Harâm compte parmi les compagnons de Mahomet. Son vrai nom est Malika bint Milhan al Khazrajiyyah (arabe : مليكة بنت ملحان). Elle était une ansarite de la tribu des banu Khazraj. Elle fut la nourrice de Mahomet, la sœur d'Omm Sulaym et la femme de `Oubada ibn as-Samit. Elle est considérée, à Chypre, comme la tante de Mahomet.

## Conversion d'Umm Harâm à l'islam
Elle se convertit à l'islam lors du serment d'al-Aqaba. Elle est une des femmes ayant participé à la confrontation lors des batailles de Mahomet.

## Hadith où Mahomet prophétise le martyre d'umm Harâm

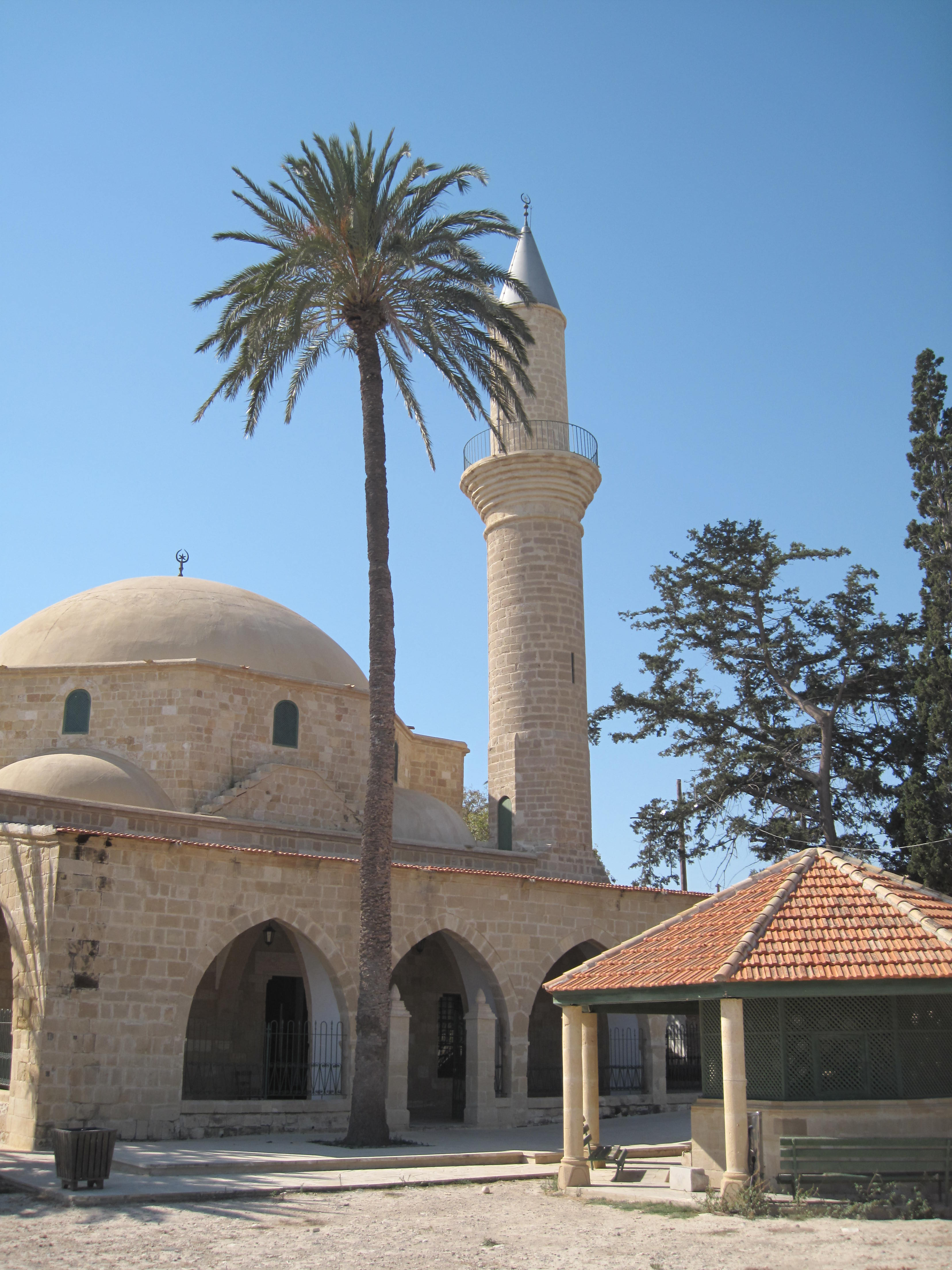
Le Tekké Hala Sultan à Chypre, à l'intérieur duquel se trouve la tombe d'Umm Haram

La tradition rapporte que Mahomet prophétisa sa mort lors de la conquête de Chypre. Umm Harâm mourut arrivé à Chypre lors de l'expédition militaire vers Chypre. Elle tomba de sa monture et son cou se rompit provoquant son décès.
Anas Ibn Malik a dit:
« L'Envoyé d'Allah avait l'habitude d'aller chez 'Umm Harâm bint Milhân (une vieille femme) qui lui servait à manger. Elle était la femme de `Ubâda ibn As-Sâmit. L'Envoyé d'Allah entra un jour chez elle. 'Umm Harâm lui servit à manger, puis se mit à lui épouiller la tête. Le Prophète s'endormit, puis, quelque temps après, il se réveilla en riant: "Qu'est-ce qui te fait rire, Envoyé d'Allah?", lui demanda-t-elle. - "Ce sont des gens de ma Communauté, répondit-il, qui viennent d'être offerts à ma vue. Ils font une expédition dans le sentier d'Allah et naviguent en pleine mer, tels des rois sur leurs trônes - ou comme des rois assis sur leurs trônes". - "Demande au Seigneur, Envoyé d'Allah, reprit-elle, que je sois parmi eux". Il invoqua alors Allah en sa faveur, puis posa de nouveau sa tête (et s'endormit). Ensuite, il se réveilla en riant: "Qu'est-ce qui te fait rire, Envoyé d'Allah?", demanda-t-elle. - "Ce sont, répondit-il, des gens de ma Communauté qui viennent d'être offerts à ma vue. Ils sont en expédition dans le sentier d'Allah..." Et il fit la même description que la première fois. - "O Envoyé d'Allah, dit-elle, prie Allah pour que je sois parmi eux". - "Tu es déjà avec les précédents", répondit-il. »
Elle fut ensevelie en martyre à Chypre, sa tombe est aujourd'hui visible dans le Tekké Hala Sultan à proximité de Larnaca. Au-dessus de sa tombe se trouve un bloc de pierre qui serait arrivé miraculeusement de Jérusalem par les airs.